# Cantabria Bisons 2018
Questa voce raccoglie le informazioni riguardanti i Cantabria Bisons nelle competizioni ufficiali della stagione 2018.

## Liga Norte Senior 2018

### Stagione regolare
| Saragozza 14 gennaio 2018, ore 13:00 | Zaragoza Hurricanes | 21 – 6 (14-0 7-0 0-0 0-6) referto | Cantabria Bisons | Parque Deportivo Ebro |

| Santander 28 gennaio 2018, ore 12:00 | Cantabria Bisons | 26 – 35 referto | Valhalla Towers | IMD Ruth Beitia |

| Cambre 18 febbraio 2018, ore 11:00 | Valhalla Towers | 21 – 20 (d.t.s.) (0-0 6-7 0-13 14-0 6-0) referto | Cantabria Bisons | Campo de Futbol Dani Mallo |

| Santander 25 febbraio 2018, ore 16:00 | Cantabria Bisons | 0 – 2 (a tavolino) referto | Zaragoza Hurricanes | IMD Ruth Beitia |

| Santander 11 marzo 2018, ore 12:00 | Cantabria Bisons | 59 – 0 referto | Oviedo Madbulls | IMD Ruth Beitia |

| Oviedo 25 marzo 2018, ore 12:00 | Oviedo Madbulls | 0 – 2 (a tavolino) referto | Cantabria Bisons | Instalaciones Deportivas San Lazaro |

## Statistiche di squadra
| Competizione | %Vittorie | In casa | In casa | In casa | In casa | In casa | In casa | In trasferta | In trasferta | In trasferta | In trasferta | In trasferta | In trasferta | Totale | Totale | Totale | Totale | Totale | Totale |
| Competizione | %Vittorie | G       | V       | N       | P       | Pf      | Ps      | G            | V            | N            | P            | Pf           | Ps           | G      | V      | N      | P      | Pf     | Ps     |
| ------------ | --------- | ------- | ------- | ------- | ------- | ------- | ------- | ------------ | ------------ | ------------ | ------------ | ------------ | ------------ | ------ | ------ | ------ | ------ | ------ | ------ |
| Campionato   | .333      | 3       | 1       | 0       | 2       | 85      | 37      | 3            | 1            | 0            | 2            | 28           | 42           | 6      | 2      | 0      | 4      | 113    | 79     |
| Totale       | .333      | 3       | 1       | 0       | 2       | 85      | 37      | 3            | 1            | 0            | 2            | 28           | 42           | 6      | 2      | 0      | 4      | 113    | 79     |